# میلتاون (آلاباما)
میلتاون (به انگلیسی: Milltown) یک منطقهٔ مسکونی در ایالات متحده آمریکا است که در شهرستان چمبرز، آلاباما واقع شده‌است. میلتاون ۱۹۹٫۰۴ متر بالاتر از سطح دریا قرار دارد.